# 扎基亚·胡达达迪
扎基亚·胡达达迪（波斯語：ذکیه خدادادی，1998年9月29日—）是一名阿富汗残疾人跆拳道运动员。她是首位阿富汗女子跆拳道运动员。2016年，18岁的她在非洲国际残疾人跆拳道锦标赛中夺冠，声名鹊起。她代表阿富汗参加了 2020 年夏季残奥会，由于塔利班夺权，她最初被拒绝参加首次残奥会比赛，但后来在安全撤离阿富汗后，国际残奥委员会允许她参加比赛。她得以参赛，成为继马琳娜·卡里姆参加2004年夏季残奥会以来，时隔十七年首位参加残奥会的阿富汗女性残奥会选手。她也正式成为塔利班夺权后，参加国际体育赛事的首位阿富汗女性运动员。

## 个人生活
胡达达迪生于阿富汗赫拉特省，先天无左手。

## 职业生涯
阿富汗2008年和2012年唯一的奥运奖牌都是跆拳道项目获得的，这成为了胡达达迪开始练跆拳道的动力。她的偶像是鲁胡拉·尼帕伊，他是阿富汗首位也是唯一的一位奥运奖牌得主，受到阿富汗人的高度尊重。2001年塔利班政权倒台后，她像许多阿富汗妇女一样，受到鼓励参与体育赛事，不再仅限于男性。但是，由于家乡赫拉特省存在塔利班，她大多数训练是在家中或后院进行的，代表当地俱乐部的机会受到阻碍。
她赢得2016年在埃及举行的非洲国际残疾人跆拳道锦标赛，并获得东京2020年夏季残奥会延期举办的外卡资格,与田径运动员侯赛因·拉苏利一起成为来自阿富汗的两名参赛运动员，获准参加女子K44 49公斤以下级别比赛。
她离开父母前往喀布尔训练，备战残奥会。然而，随着喀布尔落入塔利班之手，阿富汗是否能参加奥运会成为未知数。由于机场关闭，阿富汗运动员也无法离开喀布尔。胡达达迪躲避塔利班，公开向外界请求帮助她安全离开阿富汗，参加东京残奥会。经确认，她在西班牙的撤侨名单上。
2021 年 8 月 28 日，胡达达迪随同她的男子队友侯赛因·拉苏利，在澳大利亚皇家空军的国际撤侨行动下，被从喀布尔空运到巴黎，然后抵达东京，结束了围绕阿富汗参加东京残奥会的不确定性。国际残奥委员会主席安德鲁·帕森斯宣布，两名阿富汗运动员都不会接受采访,并允许他们跳过作为惯例的新闻发布会。
2021年9月2日，她参加了2020年东京残奥会16强赛，输给了乌兹别克斯坦选手齐约达洪·伊萨科娃。胡达达迪随后进入复活赛，但输给了乌克兰选手维克托里亚·马尔丘克。
2024年8月29日，胡达达迪在巴黎残奥会获得难民首铜。“经万水千山方有此境，”她表示，“这枚奖牌归于全体阿富汗妇女及各国难民。希望有一天，祖国山河无恙。”

## 所获奖项
2024年12月，胡达达迪被英国广播公司评为巾帼百名。